# Jacques Martin (Politiker)
Jacques Martin (* 11. Mai 1933 in Chapelle-sur-Moudon; † 2. Dezember 2005 in der Provence; heimatberechtigt in Neyruz-sur-Moudon) war ein Schweizer Politiker (FDP).

## Biografie
Jacques Martin kam als Sohn des Landwirts Louis Martin und der Suzanne geborene Freymond zur Welt. Nach Absolvierung der Handelsschule in Lausanne arbeitete er bei der Post, bevor er zunächst 1958 die eidgenössische Matura ablegte und daran anschliessend 1963 ein Forstingenieursstudium an der ETH Zürich abschloss.
In der Folge war er Inhaber eines technischen Büros, von 1969 bis 1979 als Forstinspektor tätig sowie von 1979 bis 1988 mit der Leitung eines Unternehmens für Forstnutzung und Gartenbau betraut. Daneben hatte er 1984 und 2001 ein Verwaltungsratsmandat bei der Waadtländer Kantonalbank inne. Zudem diente er in der Schweizer Armee im Rang eines Obersten.
Martin war verheiratet mit Marièle, der Tochter des Ingenieurs Arthur Paul Charles Wattenhofer. Er verstarb am 2. Dezember 2005 im Alter von 72 Jahren in der Provence.
Als Mitglied der Freisinnigen Partei gehörte Martin von 1979 bis 1988 dem Gemeinderat von Gryon an, davon ab 1981 als Gemeindepräsident. Auf kantonaler Ebene gehörte er zunächst von 1974 bis 1980 dem Waadtländer Grossrat an, bevor er von 1988 bis 1996 als Staatsrat das Departement Landwirtschaft, Industrie und Handel leitete. Darüber hinaus vertrat er auf eidgenössischer Ebene seine Partei von 1979 bis 1988 im Nationalrat sowie von 1991 bis 1999 im Ständerat.
Durch die Schaffung von Entwicklungsregionen trug Martin zur Stärkung der Waadtländer Wirtschaft bei.